# Grava di Campolato
La grava di Campolato è una cavità carsica situata nel comprensorio del comune di San Giovanni Rotondo. Si trova a qualche centinaio di metri dalla strada statale 272 di San Giovanni Rotondo, al chilometro 43 circa.
Funge da inghiottitoio per le acque provenienti dai monti che la circondano; questo fa sì che durante una precipitazione (e non solo) nella grotta scorra un impetuoso torrente sotterraneo. 
L'imbocco si apre nel pianoro di Campolato, a 10 km circa dal paese, lungo la strada che porta a Monte Sant'Angelo. La grava, di assai difficile esplorazione, è la più profonda cavità ad andamento verticale del Gargano, - e una tra le più importanti dell'Italia meridionale - ed è anche meta privilegiata negli itinerari speleologici della Puglia. La Grotta, inizialmente, non venne esplorata dagli speleologi del posto, ma da altre organizzazioni esterne, perlopiù del Nord.

## Conformazione fisica
Vi si accede tramite una stretta apertura, che scende a picco per 100 m, e al cui fondo si diparte una cavità meandriforme, nella quale si alternano ambienti più ampi e tratti angusti, interrotti da piccoli salti, dello sviluppo di più di 1 km e che giunge fino a una profondità di 304 m.

## Opere
Un'ottima descrizione della grotta è data da Padre M. Michelangelo Manicone, un frate di Vico del Gargano, con il suo trattato "Fisica Appula", del 1806. Vi è poi un'opera di Carlo Fusilli e Paolo Giuliani, Guida alla speleologia del Gargano.